# Котешки сомове
 Тази статия е за семейството риби.  За рода вижте Котешки сомове (род).  
Котешките сомове (Ictaluridae) са семейство актиноптери от разред Сомоподобни (Siluriformes).
Таксонът е описан за пръв път от Тиъдър Гил през 1861 година.

## Родове
- Ameiurus
- Ictalurus – Котешки сомове
- Noturus
- Prietella
- Pylodictis
- Satan
- Trogloglanis